# パルマノーヴァ
パルマノーヴァ（伊: Palmanova）は、イタリア共和国フリウリ＝ヴェネツィア・ジュリア州ウーディネ県にある、人口約5,300人の基礎自治体（コムーネ）。オスマン帝国に対して東方国境線を防備するため、16世紀末にヴェネツィア共和国によって計画的に築かれた星形要塞で知られる、城塞都市（シタデル）・計画都市である。
2017年、「パルマノーヴァの都市要塞」として世界遺産「16世紀から17世紀のヴェネツィアの防衛施設群:スタート・ダ・テッラと西スタート・ダ・マール」の一部として登録された（ID1533）。

## 名称
標準イタリア語以外では以下の名称を持つ。
- フリウリ語: Palme

## 地理

### 位置・広がり
ウーディネ県南部に位置するコムーネである。パルマノーヴァの街は、ゴリツィアの西約25キロメートル、県都ウーディネの南南東約19キロメートル、州都トリエステの北西約47キロメートルに位置する。

#### 隣接コムーネ

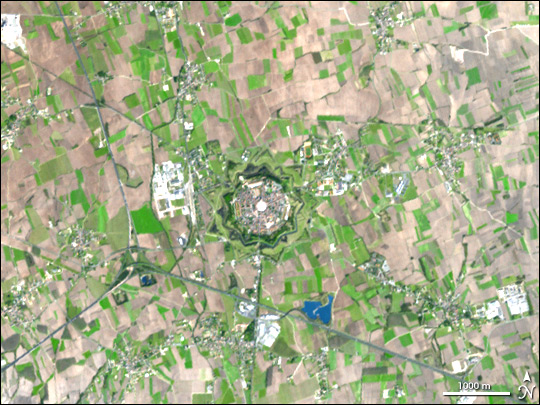
衛星画像。中央の星形要塞がパルマノーヴァ

隣接するコムーネは以下の通り。
- バニャーリア・アルサ
- ビチニッコ
- ゴナルス
- サン・ヴィート・アル・トッレ
- サンタ・マリーア・ラ・ロンガ
- トリヴィニャーノ・ウディネーゼ
- ヴィスコ

### 気候分類・地震分類
パルマノーヴァにおけるイタリアの気候分類 (it) および度日は、zona E, 2438 GGである。また、イタリアの地震リスク階級 (it) では、zona 3 (sismicità bassa) に分類される。

## 文化・観光

### 理想都市

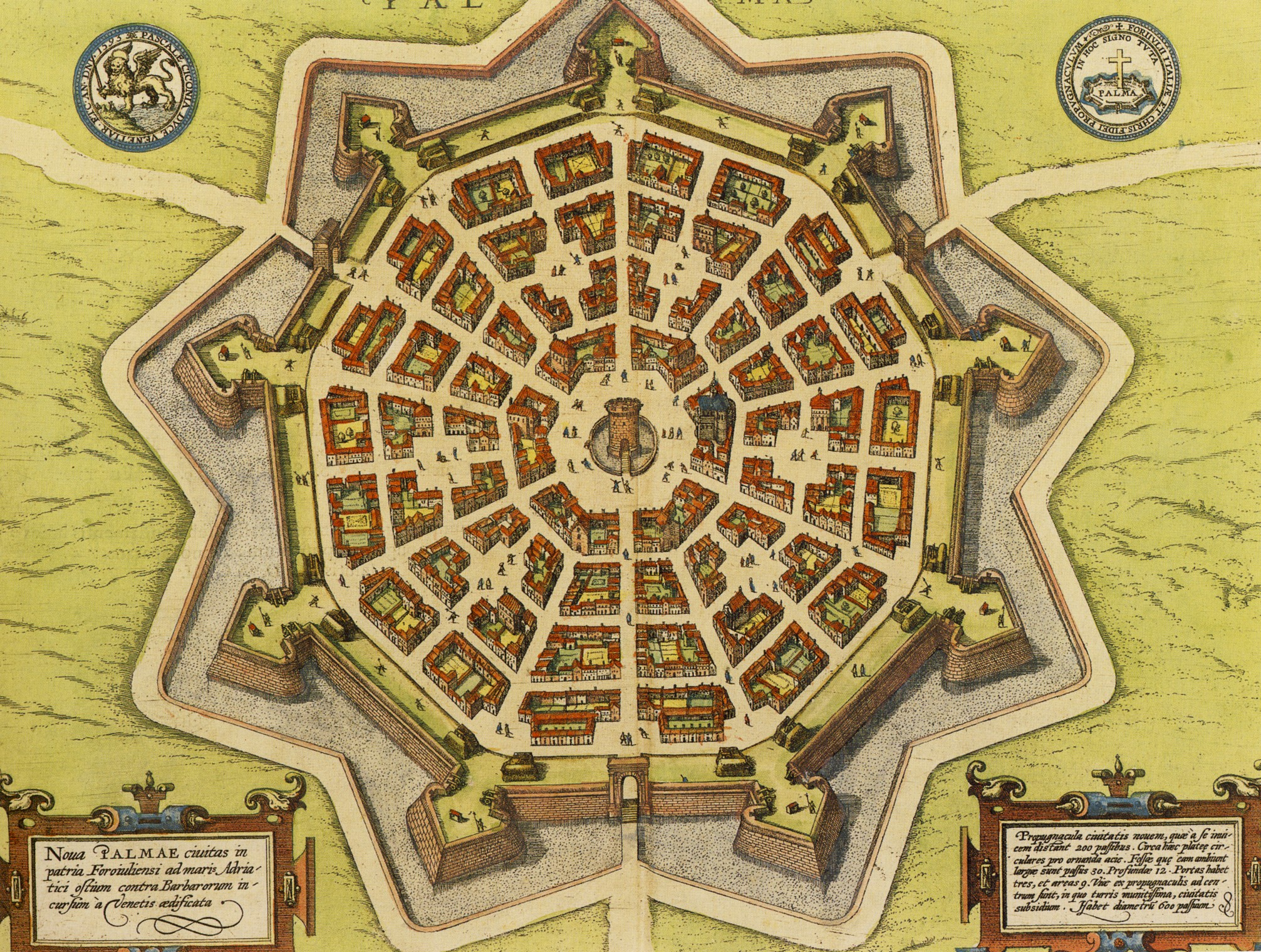
パルマノーヴァ市の17世紀の地図

パルマノーヴァの市街地は16世紀末にルネサンスの建築家ヴィンチェンツォ・スカモッツィにより計画されたもので、ルネサンスの理想都市の実践例として知られる。ヴェネツィア共和国の軍事拠点として造られたもので、（日本の五稜郭のように）星型の堀に囲まれており、9つの砲台が置かれた。

## 交通
パルマノーヴァはフリウリ＝ヴェネツィア・ジュリア州の中心、アウトストラーダA23とA4が合流する場所に位置する。

## 人物

### おもな出身者
- アルディト・デジオ（英語版） - 登山家・探検家。

## 映像
- NHK BS3 「[ザ・プレミアム]　鈴木亮平”世界ミステリー遺産”に挑む」 (2020年7月31日放映)